# Terminalia exelliana
Terminalia exelliana är en tvåhjärtbladig växtart som beskrevs av René Paul Raymond Capuron. Terminalia exelliana ingår i släktet Terminalia och familjen Combretaceae. Inga underarter finns listade i Catalogue of Life.